# 왜관중학교
왜관중학교(倭館中學校)는 대한민국 경상북도 칠곡군 왜관읍 왜관리에 있는 공립 중학교이다.

## 학교 연혁
- 1969년 12월 5일 : 왜관중학교(공립) 설립인가(12학급)
- 1970년 3월 4일 : 초대 김용갑 교장 취임
- 1970년 3월 5일 : 왜관초등학교에서 개교 및 신입생 입학식 거행(248명)
- 1970년 10월 15일 : 신축교사 준공(15개 교실) 및 부속건물 3동 준공
- 1970년 10월 21일 : 신축교사로 이전(제1회 개교기념일)
- 1973년 1월 18일 : 제1회 졸업식 거행(215명)
- 1979년 10월 18일 : 시청각 연구학교 연구 공개(도지정)
- 2003년 9월 30일 : 학교도서관 현대화시설 공사 완료
- 2020년 4월 19일 : 급식소 증개축
- 2020년 8월 16일 : 기술실 현대화 사업 리모델링
- 2022년 12월 31일 : 인공지능(AI)교육 선도학교
- 2023년 3월 1일 : 제24대 이문경 교장 취임
- 2024년 2월 8일 : 제52회 졸업식(졸업생 98명, 총 14,615명)
- 2024년 3월 4일 : 입학식(남학생 44명, 여학생 49명 총 93명)

## 학교 동문
디코닉: 프로센티아(프레센티아)
특징: 디스코드에서 욕배틀 및 키보드배틀을 하며 패드립에 관하여 일가견이있음

## 참고 자료
- 왜관중학교 - 한국교육학술정보원 학교알리미